# گولدهیل (آلاباما)
گولدهیل (به انگلیسی: Gold Hill) یک منطقهٔ مسکونی در ایالات متحده آمریکا است که در آلاباما واقع شده‌است. گولدهیل ۲۲۴٫۰۳ متر بالاتر از سطح دریا واقع شده‌است.